# 12 chansons d'avant le déluge
 (juin 2020).
Si vous disposez d'ouvrages ou d'articles de référence ou si vous connaissez des sites web de qualité traitant du thème abordé ici, merci de compléter l'article en donnant les références utiles à sa vérifiabilité et en les liant à la section « Notes et références ».
Albums de Jacques Higelin et Brigitte Fontaine
15 chansons d'avant le déluge, suite et fin...
(1976)
Albums par Jacques Higelin
Jacques Crabouif Higelin
(1971) Jacques Canetti présente Jacques Higelin
(1973)
Albums par Brigitte Fontaine
Comme à la radio
(1970) Brigitte Fontaine
(1972)
12 chansons d'avant le déluge est une compilation de titres enregistrés par Jacques Higelin et Brigitte Fontaine, parue en 1971 sur les Disques Jacques Canetti. 
À l'origine, quatre chansons ont été tirées du microsillon Chansons décadentes et fantasmagoriques (1966) de Fontaine et de toutes les chansons des deux EPs suivants (quatre chansons par EP) : Maman j'ai peur, collaboration de Higelin et Fontaine, et Jacques Higelin – N°2. Cinq chansons sont chantées en solo par Brigitte Fontaine, quatre par Jacques Higelin, deux sont des duos, et le dernier titre est un instrumental écrit par Higelin.
En 1976, est publiée une seconde compilation, 15 chansons d'avant le déluge, suite et fin....

## Chansons
| 1. | Maman j'ai peur                   | Fontaine            |      |
| 2. | L'Isabelle                        | Higelin - Mac Ormor | 2:19 |
| 3. | C'est pas d'ma faute              | Fontaine            | 1:08 |
| 4. | Priez pour Saint-Germain-des-Prés | Mac Ormor           | 2:52 |
| 5. | On est là pour ça                 | Higelin - Fontaine  | 2:50 |
| 6. | On n'est pas des chiens           | Fontaine            | 2:30 |

| 1. | Quand j'improvise sur mon piano | Higelin - Mac Omor | 2:42 |
| 2. | La grippe                       | Higelin - Fontaine | 2:20 |
| 3. | Les dieux sont dingues          | Fontaine           |      |
| 4. | À Django                        | Higelin - Mac Omor | 2:54 |
| 5. | Dévaste-moi                     | Fontaine           | 1:40 |
| 6. | Fleur de pavot (instrumental)   |                    | 2:09 |